# Homburg (Suiza)
Homburg es una comuna suiza del cantón de Turgovia, situada en el distrito de Frauenfeld. Limita al norte con la comuna Steckborn, al este con Raperswilen, al sur con Müllheim, al sureste con Pfyn, y al oeste con Herdern y Mammern.
Hasta el 31 de diciembre de 2010 situada en el distrito de Steckborn.

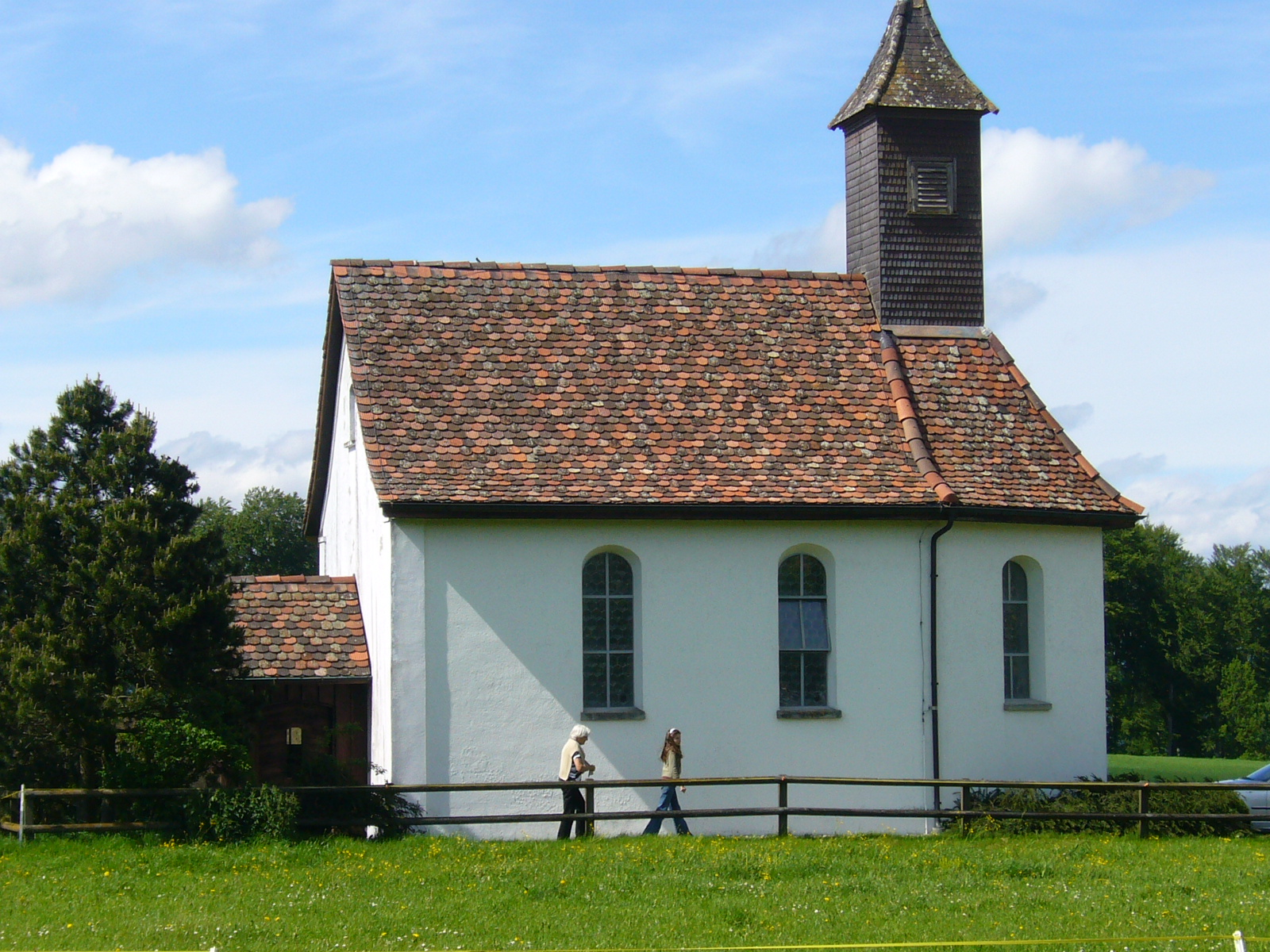
Vista de la capilla de Reutenen, Homburg.